# Sárdio
Sárdio é uma variedade de calcedônia com cor castanha a castanha avermelhada e translúcida. Pode ser usado para produzir cornalinas, por meio de tratamento térmico.
No Apocalipse, figura como uma das 12 pedras de que são constituídos os 12 portões da Jerusalém Celeste